# 八千代郵便局 (兵庫県)
八千代郵便局（やちよゆうびんきょく）は、兵庫県多可郡多可町にある郵便局。

## 概要
住所：〒677-0199 兵庫県多可郡多可町八千代区中野間421-6

## 沿革
- 1955年（昭和30年）11月1日 - 野間谷郵便局から八千代郵便局に改称[1]
- 2007年（平成19年）10月1日 - 民営化に伴い、併設された郵便事業加西支店八千代集配センターに一部業務を移管。
- 2012年（平成24年）10月1日 - 日本郵便株式会社発足に伴い、郵便事業加西支店八千代集配センターを八千代郵便局に統合。

## 取扱内容
- 郵便、印紙、ゆうパック、内容証明
- 貯金、為替、振替、振込、国際送金、国債
- 生命保険、バイク自賠責保険
- 地方公共団体事務（兵庫県住宅再建共済基金利用申込取次事務）
- ゆうちょ銀行ATM
- 多可町八千代区域（〒677-01xx区域）の配達業務

## 周辺
- 野間川